# Terrasit

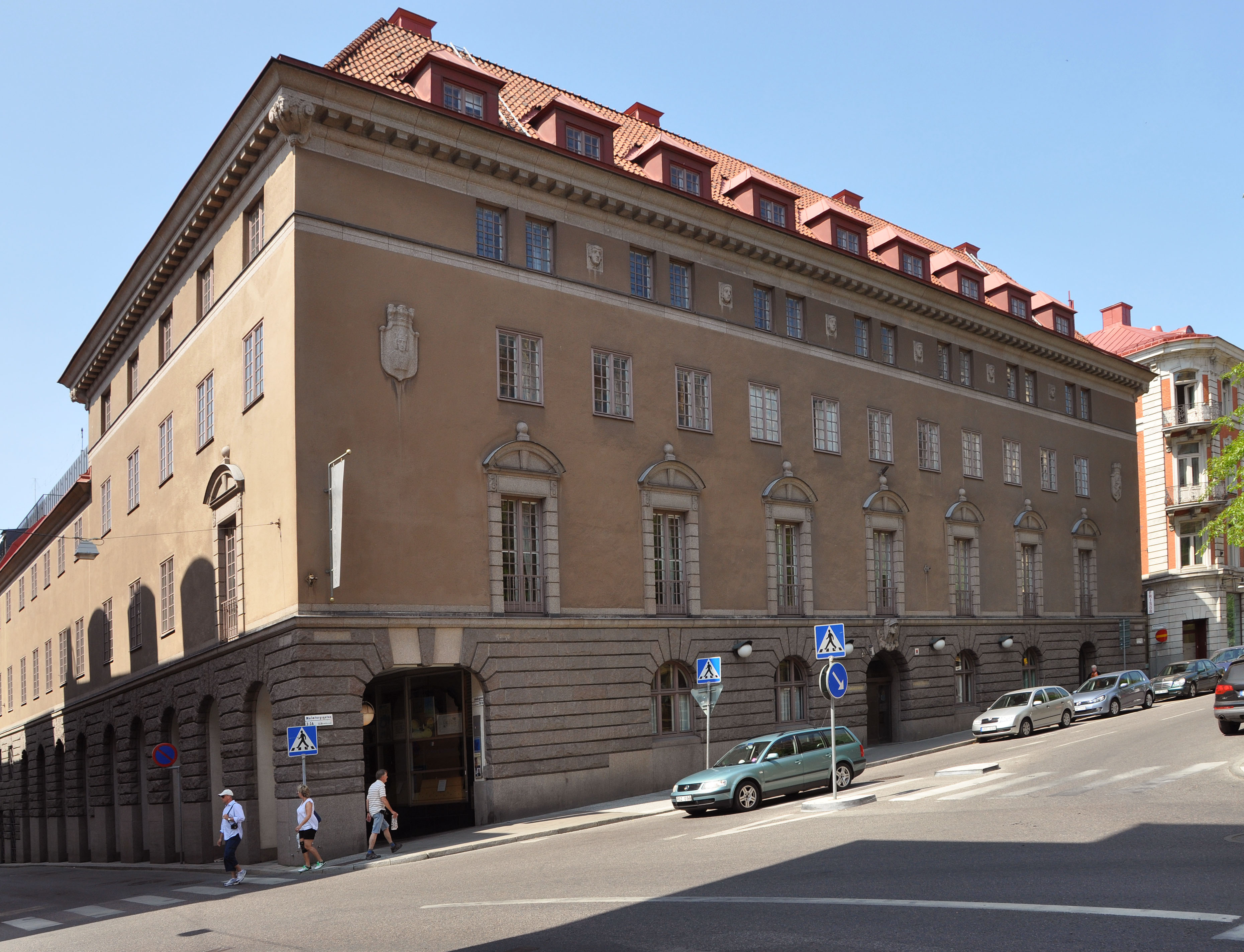
Terrasitputsad fasad på Nordiska Handelsbanken i Stockholm

Terrasit eller terrasitputs är ett varunamn för en typ av genomfärgad fasadputs. Den kännetecknas av en grov, spikriven yta med inslag av glänsande glimmerkorn.